# Wa (와 "Come")
Wa (와 "Come") - Pierwszy koreański singel Lee Jung-hyun, którym zadebiutowała w swojej muzycznej karierze. Wydała go w roku 1998 i znalazł się on na płycie Let's Go To My Star w 1999 r. Piosenka ta została później przetłumaczona na język japoński - WA -come on-.